# Cadillac XTS
Cadillac XTS – samochód osobowy klasy luksusowej produkowany pod amerykańską marką Cadillac w latach 2012 – 2019.

## Historia i opis modelu

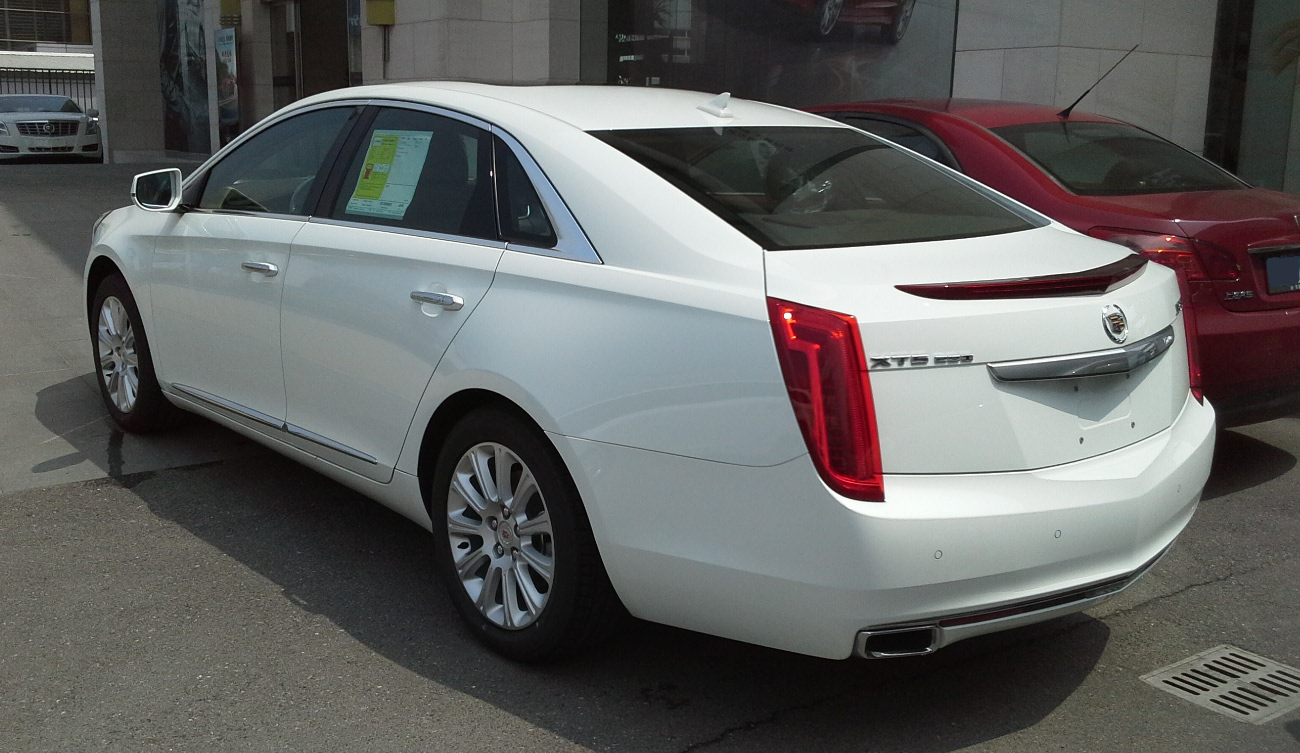
Cadillac XTS - tył

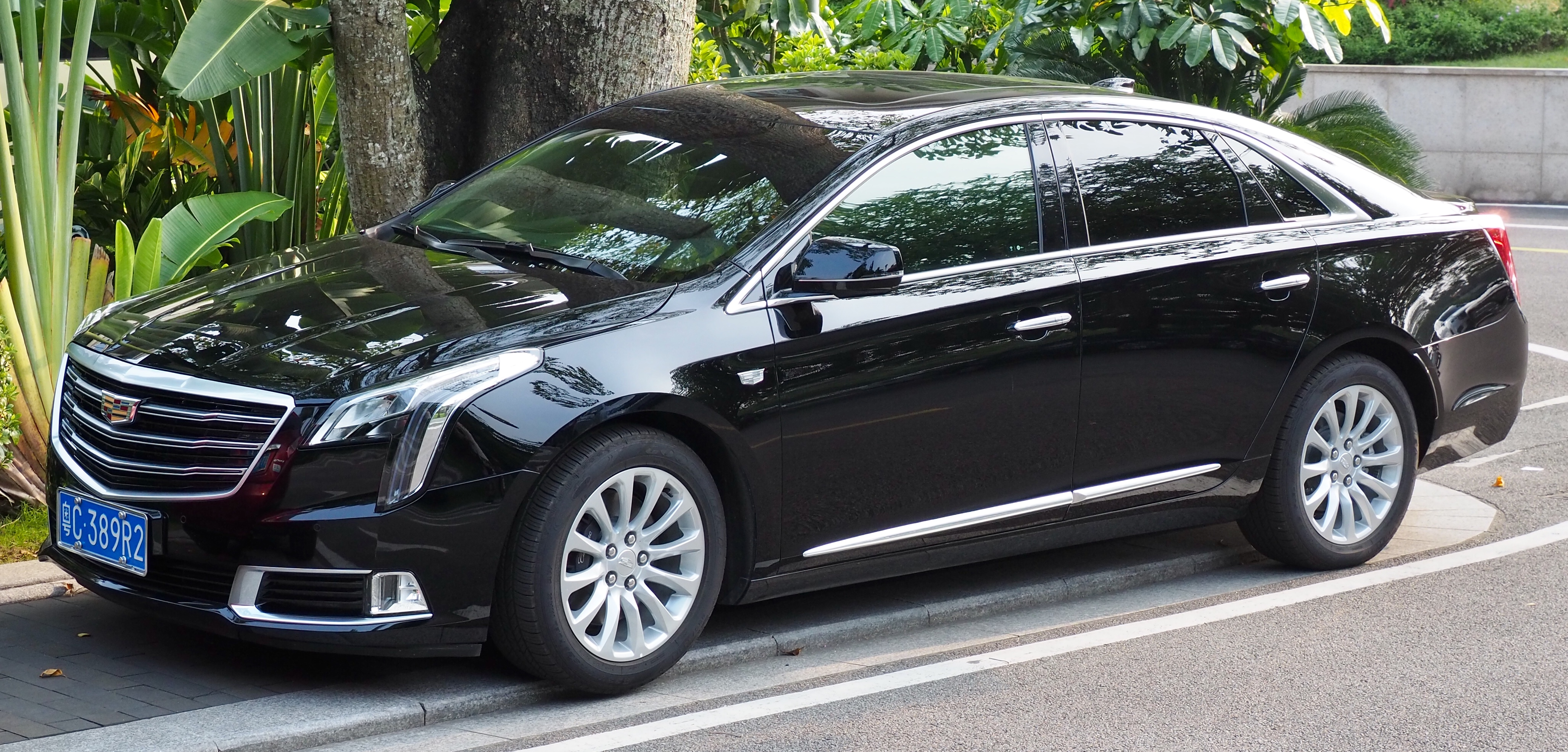
Cadillac XTS po liftingu

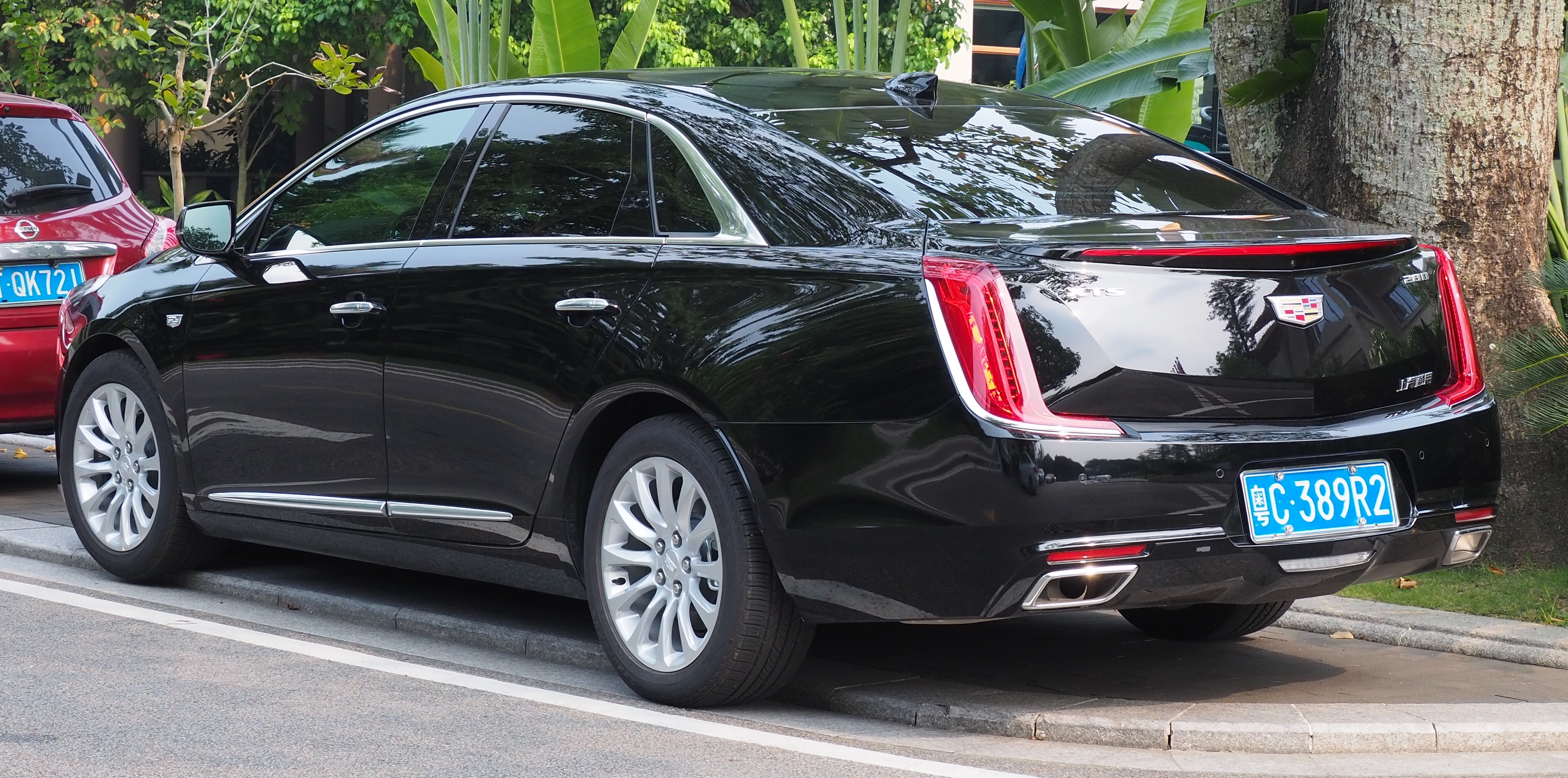
Cadillac XTS - tył po liftingu

Jesienią 2011 roku podczas targów motoryzacyjnych Los Angeles Cadillac zaprezentował zupełnie nową, dużą luksusową limuzynę o nazwie XTS. Samochód został zbudowany na nowej, zmodernizowanej płycie podłogowej koncernu General Motors o nazwie Epsilon II. W dotychczasowej ofercie producenta XTS zastąpił model STS, pełniąc jednocześnie tymczasowo funkcję topowej, sztandarowej limuzyny w ofercie z powodu wycofania w 2011 roku modelu DTS dopóki w 2015 roku nie przedstawiono jej następcy - modelu CT6.
Cadillac XTS został utrzymany w najnowszym wówczas języku stylistycznym producenta, wyróżniając się strzelistymi reflektorami i tylnymi lampami i dużą atrapą chłodnicy w motywie kraty z logo producenta umieszczonym centralnie. Charakterystycznym elementem wyglądu modelu stał się też podłużny tył i łagodnie opadająca linia dachu.

### Lifting
W czerwcu 2017 roku Cadillac zaprezentował XTS-a po gruntownej modernizacji, w ramach której upodobniono go do nowego kierunku stylistycznego marki zapoczątkowanego przez SUV-a XT5. Pojawiły się nowe reflektory z charakterystycznymi paskami diod LED poza ich obrysem, nowa chromowana atrapa chłodnicy z odświeżonym logo producenta, a także inne tylne lampy i tablica rejestracyjna przeniesiona na zderzak.

### Koniec produkcji
W październiku 2018 roku General Motors ogłosiło wdrożenie nowej polityki modelowej, w ramach której poszczególne marki koncernu mają wycofać się z produkcji niektórych, tracących na popularności sedanów. W ten sposób produkcja Cadillaca XTS została zakończona w maju 2019 roku. Rolę sztandarowego sedana w ofercie Cadillaca przejął nowy model CT5.

### Wersje wyposażenia
- Livery - samochód został wyposażony m.in. w pneumatyczne zawieszenie z regulacją tylnej części nadwozia, układ hamulcowy Brembo, 19-calowe polerowane alufelgi, system bezkluczykowy, reflektory HID oraz kamerę cofania. Opcjonalnie auto doposażyć można m.in. w podgrzewane i wentylowane fotele, wykończenie drewnem, system audio i nawigację satelitarną[7].

Standardowe wyposażenie pojazdu obejmuje m.in. skórzaną tapicerkę z dodatkami wykonanymi w drewnie i aluminium, system multimedialny CUE obejmujący m.in. 8-calowy wyświetlacz (opcjonalnie 12,3 cala).
Samochód produkowany był także m.in. jako limuzyna oraz karawan pogrzebowy.

### Silniki
| 2.0 Turbo    | 1998 | R4 | 272 (203) / 5500 | 353 / 1700 - 5500 |
| V6 3.6       | 3564 | V6 | 321 (239) / 6800 | 371 / 4800        |
| V6 3.6 Turbo | 3564 | V6 | 410 (310) / 5750 | 500 / 3500 - 4500 |